# Distretto di Dokolo
Il distretto di Dokolo è un distretto dell'Uganda, situato nella Regione settentrionale.